# 토머스 힐 그린

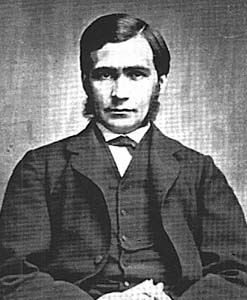
토머스 힐 그린

토머스 힐 그린(영어: Thomas Hill Green, 1836년 4월 7일 ~ 1882년 3월 26일)은 영국의 관념론 철학자이다.
요크셔 주에서 목사의 아들로 태어났으며 옥스퍼드에서 베일리얼 칼리지 특별 연구원·도덕철학과 교수를 역임하였다. 플라톤이나 이마누엘 칸트, 게오르크 빌헬름 프리드리히 헤겔의 사상에 이끌린 뒤부터 그는 영국 관념론 철학의 대표자가 되었다.
그는 당시 행하여지던 공리주의의 도덕론이나 경험론 철학이 내포하고 있는 모순을 밝히고 독일 관념론을 배운 아프리오리한 원리를 세움으로써 이것을 극복하려 했다. 그것은 윤리학 면에서는 인격의 완성이 선(善)이라는 인격주의적 유심론(人格主義的 唯心論)이 되어 나타났는데 그는 이 입장에서 사회나 국가의 자세도 문제로 삼았다. 그의 이 사상은 영국 이상주의 운동에 결집되고 다시 페이비언 사회주의의 사상적 지주(支柱)가 되었다.

## 같이 보기
- 헨리 시즈윅
- 존 헨리 뮤어헤드